# Scatopsciara
Scatopsciara är ett släkte av tvåvingar som beskrevs av Edwards 1927. Scatopsciara ingår i familjen sorgmyggor.

## Dottertaxa tillScatopsciara, i alfabetisk ordning[1][2]
- Scatopsciara aberrantia
- Scatopsciara abiecta
- Scatopsciara actuosa
- Scatopsciara acuta
- Scatopsciara ampliocerosa
- Scatopsciara amplituda
- Scatopsciara andrei
- Scatopsciara antefluviatilis
- Scatopsciara armata
- Scatopsciara atomaria
- Scatopsciara brevicornis
- Scatopsciara brevicostalis
- Scatopsciara brevisapodeme
- Scatopsciara brevitarsi
- Scatopsciara buccina
- Scatopsciara bucera
- Scatopsciara calamophila
- Scatopsciara camptospina
- Scatopsciara caribiana
- Scatopsciara crassispiculosa
- Scatopsciara crassivena
- Scatopsciara cunicularius
- Scatopsciara curvatibia
- Scatopsciara curviforceps
- Scatopsciara curvilinea
- Scatopsciara dendrotica
- Scatopsciara dentifera
- Scatopsciara destituta
- Scatopsciara dispositata
- Scatopsciara edwardsi
- Scatopsciara fluviatiliformis
- Scatopsciara fluviatilis
- Scatopsciara fritzi
- Scatopsciara funesta
- Scatopsciara geophila
- Scatopsciara glorificata
- Scatopsciara gracilipennis
- Scatopsciara grandifrons
- Scatopsciara keilbachi
- Scatopsciara latiptera
- Scatopsciara longispina
- Scatopsciara maroccoensis
- Scatopsciara monocerosa
- Scatopsciara morionella
- Scatopsciara multispina
- Scatopsciara multispinistyla
- Scatopsciara nacta
- Scatopsciara nana
- Scatopsciara nebula
- Scatopsciara necopinata
- Scatopsciara neglecta
- Scatopsciara nigrita
- Scatopsciara occulta
- Scatopsciara oligoseta
- Scatopsciara paradoxa
- Scatopsciara philosopha
- Scatopsciara platyventralis
- Scatopsciara postgeophila
- Scatopsciara postpusilla
- Scatopsciara pumilio
- Scatopsciara pusilla
- Scatopsciara quadrispina
- Scatopsciara radialis
- Scatopsciara sibirica
- Scatopsciara simillima
- Scatopsciara subapicalis
- Scatopsciara subarmata
- Scatopsciara subbuccina
- Scatopsciara subcalamophila
- Scatopsciara subciliata
- Scatopsciara subgeophila
- Scatopsciara subvivida
- Scatopsciara suprema
- Scatopsciara tenuicornis
- Scatopsciara teres
- Scatopsciara terribilis
- Scatopsciara tricuspidata
- Scatopsciara trispina
- Scatopsciara unicalcar
- Scatopsciara unicalcarata
- Scatopsciara weiperti
- Scatopsciara ventosa
- Scatopsciara ventrospinula
- Scatopsciara vitripennis
- Scatopsciara zheana